# Wachendorfia brachyandra
Wachendorfia brachyandra là một loài thực vật có hoa trong họ Huyết bì thảo. Loài này được W.F.Barker miêu tả khoa học đầu tiên năm 1949.